# Ration alimentaire de l'armée française

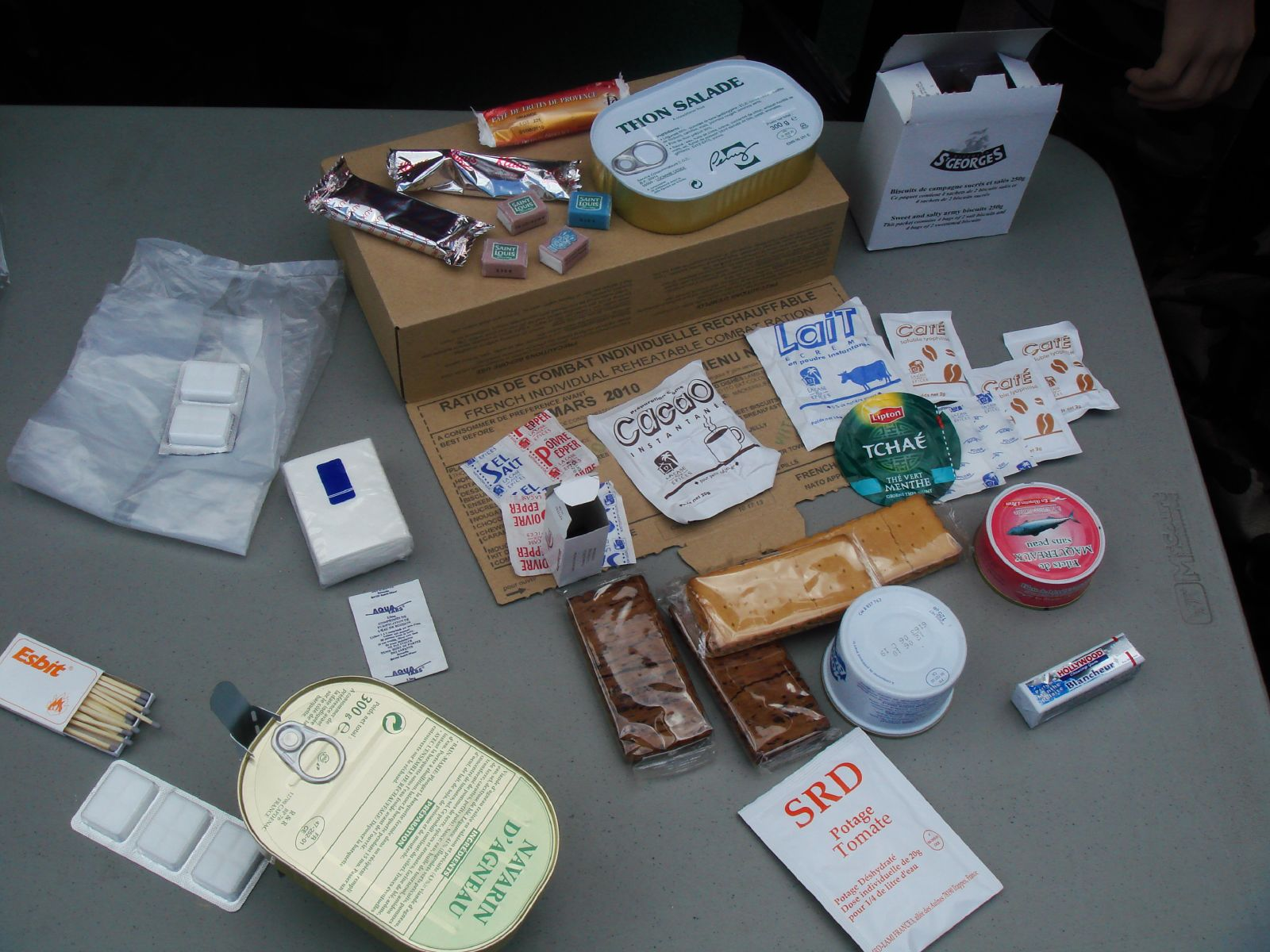
Ration de combat française RCIR en 2007.

Les rations alimentaires de l'Armée française sont les rations alimentaires individuelles fournies aux soldats des forces armées françaises opérant sur le terrain.
 (septembre 2023).

## Historique

### Première Guerre mondiale
Voici le tableau des rations quotidiennes tel qu’il a été édicté en décembre 1917, à l’usage des commandants d’unités. On distingue deux types de ration : ration forte / ration normale.
- Pain biscuité ou pain de guerre : 700 g / 700 g
- Viande fraîche ou congelée : 600 g / 600 g
- Viande de conserve assaisonnée : 300 g / 300 g
- Légumes secs ou riz : 100 g / 60 g
  - Ou pâtes alimentaires : 100 g / 60 g
  - Ou confiture : 75 g / 75 g
  - Ou pommes de terre : 750 g / 450 g
  - Ou julienne : 75 g / 60 g
- Sel : 20 g / 20 g
- Sucre : 48 g / 32 g
- Café torréfié : 36 g / 24 g
- Lard : 30 g / 30 g
  - Ou saindoux : 30 g / 25 g
  - Ou potage salé : 50 g / 50 g
- Vin : 50 cL / 50 cL
  - Ou bière ou cidre : 100 cL / 100 cL
  - Ou eau-de-vie : 6,25 cL / 6,25 cL
- Tabac caporal pour les officiers : 0,20 g / 0,20 g
- Tabac de cantine pour la troupe : 0,20 g / 0,20 g

### Après la Seconde Guerre mondiale
Les premières rations conditionnées individuelles apparaissent en France en 1946 pour les soldats au combat ou en déplacement, inspirées des rations K utilisées par les Forces armées des États-Unis. Elles proposent un meilleur profil calorique, trois menus au choix dont un avec de la viande de porc, conditionnés en boîte métallique. En soutien au combattant, et pour s’adapter à l’évolution de la société, d’autres rations apparaissent en 1951 et en 1966.

### De nos jours

#### Ration de combat individuelle réchauffable (RCIR)

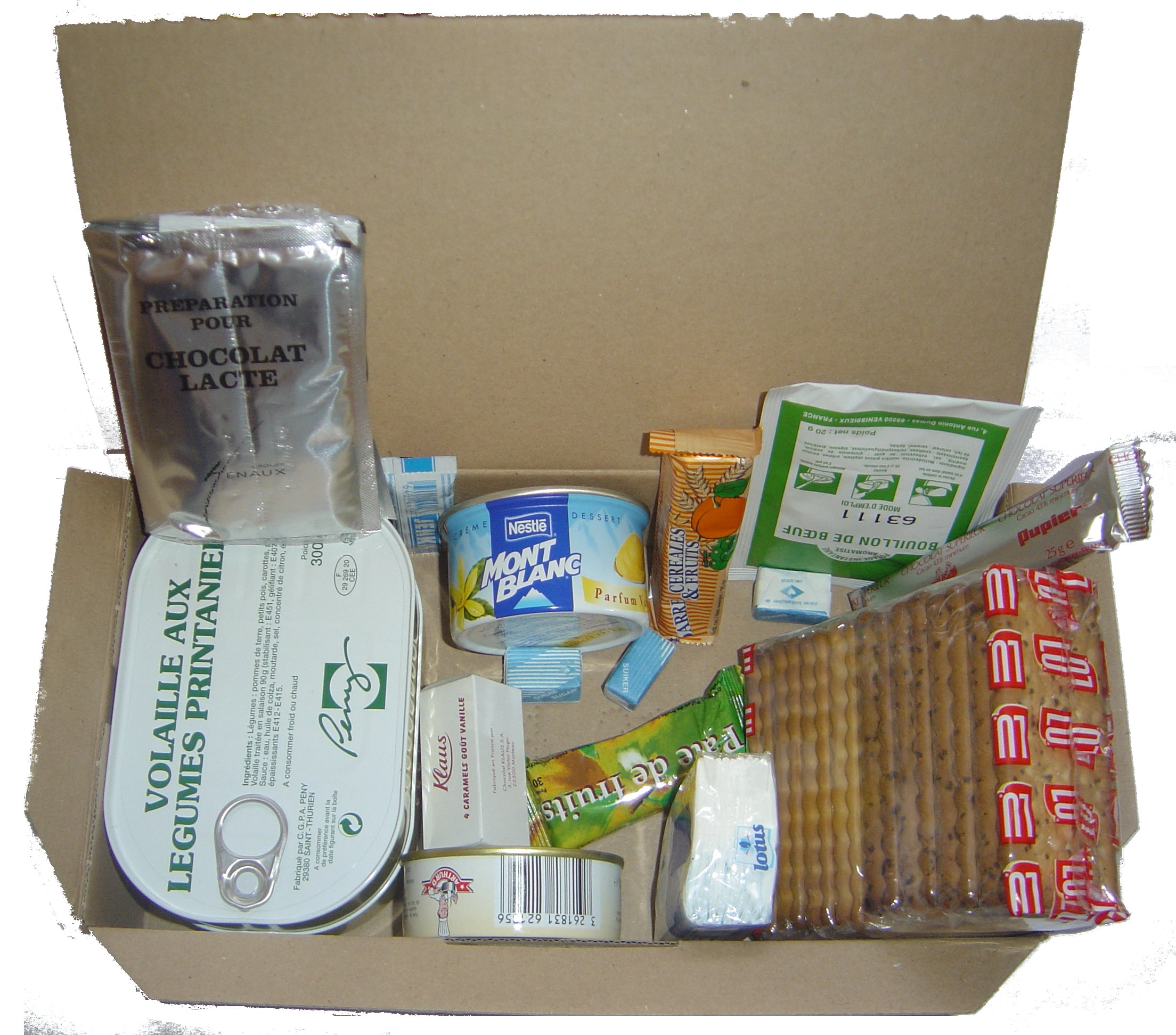
Une RCIR en 2005.

Depuis 1986, la ration de combat individuelle réchauffable (RCIR) est la ration standard pour une consommation quotidienne d'un combattant. D'un poids de 1,75 kg, elle se conserve deux ans maximum. Sa valeur énergétique est d'environ 3 500 kcal / 14 644 kJ (protides : 13 %, lipides : 32 %, glucides : 55 %). Quatorze menus différents sont disponibles en 2016, dont sept sans porc. Elle est définie comme « réchauffable, unique et polyvalente ». Le recours à la RCIR ne doit pas dépasser deux cycles de 14 jours (quatorze menus), et l’organisation de l’Armée sur le terrain des opérations prévoit qu’après ce délai, une popote est installée, avec cuisine roulante et remorques d’approvisionnement.
La ration se compose comme suit :
- deux hors-d'œuvre en conserve ;
- deux plats cuisiné en barquettes de 300 g ;
- un paquet de biscuits de campagne de 250 g sucré-salé ;
- un potage en sachet ;
- un fromage fondu ou crème dessert en barquette ;
- un paquet de caramels de 40 g ;
- une barre de chocolat de 25 g ;
- un ensemble « petit-déjeuner » (café, lait écrémé, boisson cacaotée et sucre, le tout en poudre et du thé en sachet) ;
- un ensemble de réchauffage (dont six comprimés de purification d'eau et un sac à déchets) ;
- une barre de nougat ;
- une pâte de fruit ;
- quatre sucres enveloppés ;
- un sachet boisson isotonique ;
- un stick de confiture  ;
- un paquet de 10 serviettes / mouchoirs.

#### Autres rations
La RCIR n’est pas la seule ration française existante, n’étant pas adaptée à toutes les situations. Elle est périodiquement révisée. Elle est complétée par d’autres rations :
- Ration de survie Air (RSA)[3] ;
- Module alimentaire de survie (MAS)[4] ;
- Ration individuelle lyophilisée commando (RILC)[5] ;
- Unité alimentaire de complément ou de secours (UACS)[6] ;
- Repas individuel d'exercice (RIE)[7] ;

Les rations de secours et de survie ont pour particularité d’être très concentrées en volume, avec un poids limité et d’être conçues sur la base d’un concentré de nourriture à mâcher avec des vitamines et des minéraux.

## Production
Depuis le début du XXIe siècle, l'Organisation des Nations unies se fournit à l'économat des armées qui a remporté le marché 2010-2013 pour un million de rations par an.
Les rations de combat sont réalisées en concertation avec les industriels et l'économat des armées, plus précisément le Centre Expert du Soutien du Combattant et des Forces. Un cahier des charges est imposé aux industriels, comme la teneur en viande ou poisson, la teneur en cacao du chocolat, la teneur en fruit des pâtes de fruit, la provenance française ou européenne des produits, etc. Le choix des produits dépend pour 70 % de la qualité, et 30 % du prix. La qualité est jugée par un jury de 8 à 15 militaires qui teste les menus à l'aveugle. Le modèle le plus répandu, la RCIR, coûte 10,31 € en 2018, la ration lyophilisée 19,02 €, et la ration de fête 35 €.

## Rayonnement à l'international
Les rations de combat françaises ont très bonne réputation par rapport à celles d'autres pays, de sorte qu'elles font l'objet d'un troc. En 2010, en Afghanistan, une ration de l'armée française pouvait s'échanger contre cinq rations MRE américaines.
Les forces armées belges utilisent ces rations.